# IC 1055
IC 1055 ist eine Spiralgalaxie vom Hubble-Typ Sb im Sternbild Waage am Südsternhimmel. Sie ist rund 128 Millionen Lichtjahre von der Milchstraße entfernt.
Das Objekt wurde am 23. Juli 1892 von Stéphane Javelle entdeckt.